# زهراب
زهراب (بالفارسية: زهراب) هي قرية تقع في البلدة المركزية في إيران. يقدر عدد سكانها بـ 324 نسمة بحسب إحصاء 2016.